# Quả sấu

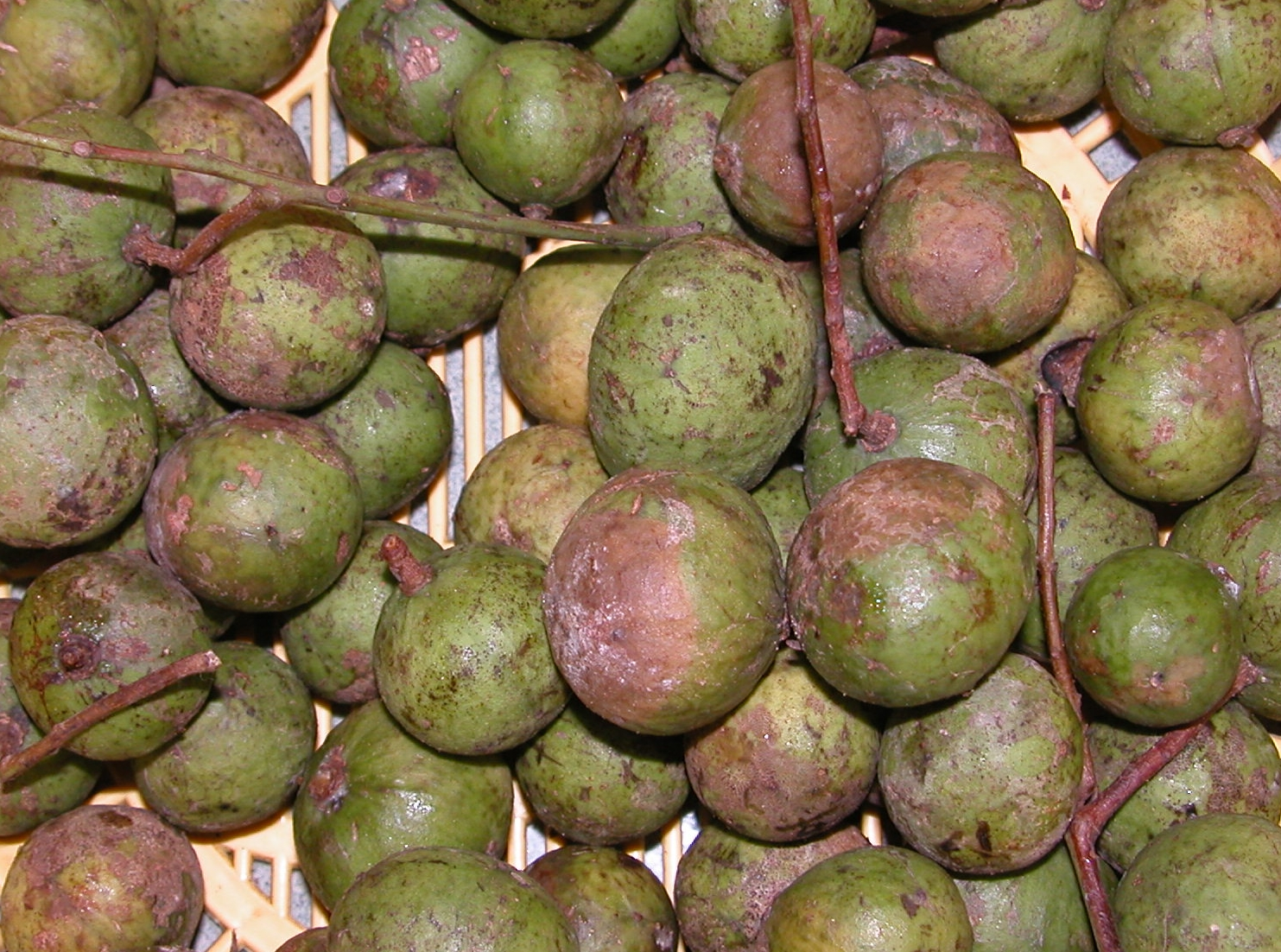
Quả sấu mới hái

Quả sấu là loại quả của cây sấu. Khi vào mùa sấu, quả sấu được bán rất nhiều tại các chợ ở miền Bắc Việt Nam, trước đây có giá rẻ và dễ mua. Khi còn xanh, quả sấu được dùng để nấu canh chua, ngâm nước uống. Quả chín được dùng làm ô mai sấu, làm sấu dầm, tương giấm v.v. Các sản phẩm chế biến từ quả sấu được nhiều người Việt Nam ưa thích, đặc biệt là phụ nữ. Chỉ riêng món ô mai sấu cũng đã được làm thành nhiều loại như: sấu chua giòn, sấu dầm chua cay, sấu dầm chua mặn, sấu ngọt, sấu ngâm gừng v.v...

## Mùa thu hoạch
Sau khi ra quả khoảng hơn hai tháng thì trái sấu đạt đến độ già nhưng chưa chín. Đây là thời điểm thu hoạch sấu vì khi ấy quả sấu đủ già để có thể giữ được sấu lâu hơn và cũng là lúc sản phẩm sấu được sử dụng vào nhiều mục đích nhất. Mùa sấu thường kéo dài khoảng 2-3 tháng (từ tháng 6 đến tháng 9 hàng năm).

## Các món ăn từ quả sấu

### Các món canh
Quả sấu xanh là nguyên liệu nấu canh chua phổ biến, dễ nấu, dễ ăn và tạo sự ngon miệng. Sau khi luộc rau muống xong, nếu có điều kiện, người ta thường thêm vào một vài quả sấu là được một món canh chua ngon và mát. Để tăng thêm hương vị, người ta lấy nước thịt luộc với quả sấu, thêm chút hành, ngổ cho dậy mùi. Khác với me, tai chua v.v vị chua của sấu rất riêng, đậm, mát và có mùi thơm. Sấu thường dùng trong những món ăn đơn giản, dế nấu, không đòi hỏi nhiều nguyên liệu phụ.
Quả sấu ấy có thể dùng nấu những nồi canh chua thịt nạc, có thể làm gia giảm cho bát nước rau muống luộc hoặc có thể với những bát canh cá hay món sườn nấu chua. Vị chua của quả sấu tạo cho những bát nước canh một vị chua mát.

### Sấu ngâm

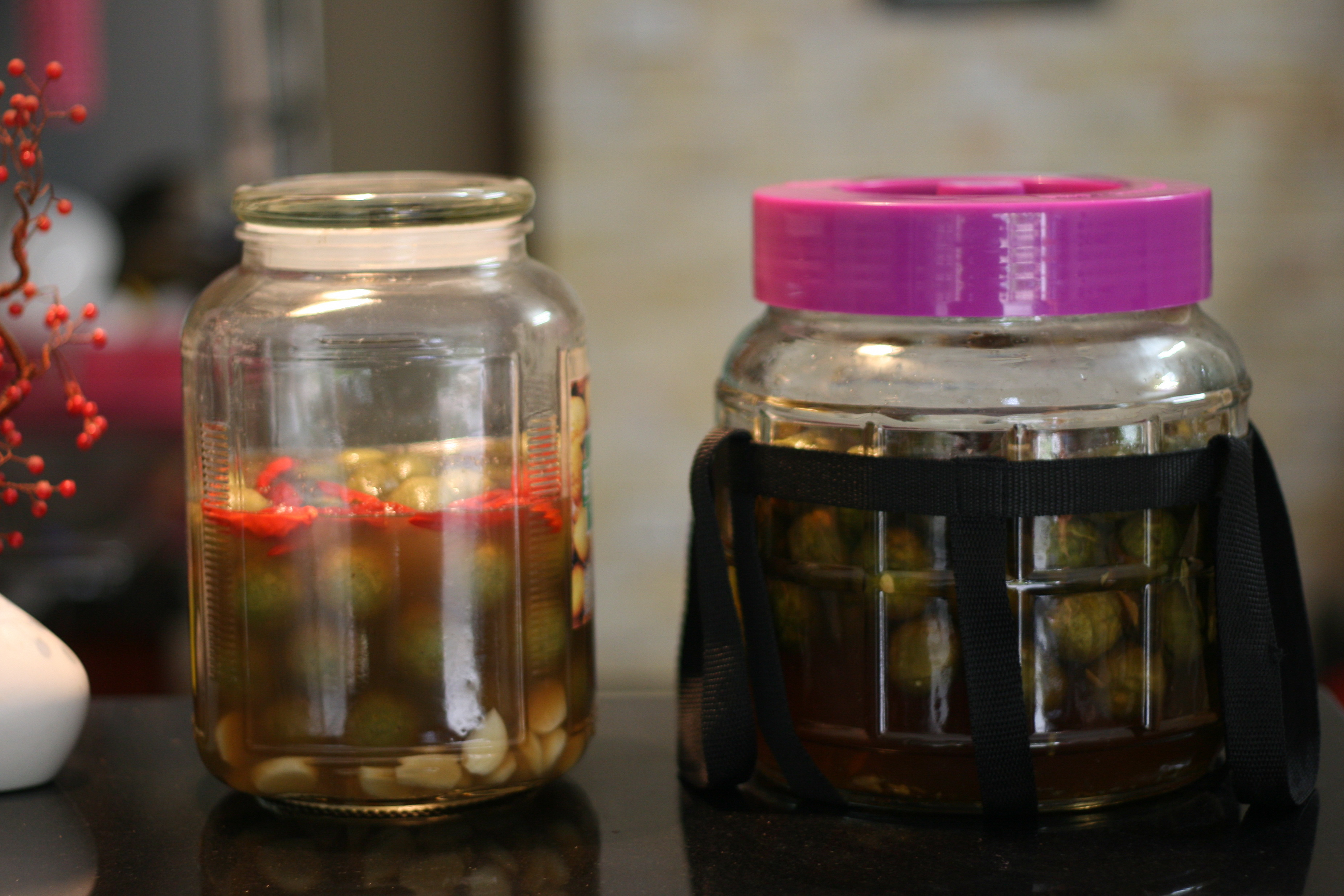
Một bình sấu nguyên quả ngâm nước mắm (tỏi, ớt) bên cạnh một bình sấu quả cắt khoanh ngâm nước đường (và gừng đập dập) ở Việt Nam

#### Ngâm muối
Một sản phẩm chế biến từ quả sấu được ưa thích trong mùa hè là sấu ngâm. Sấu ngâm được lựa chọn rất kỹ lưỡng và các giai đoạn để chế biến cũng rất công phu. Quả sấu được chọn là loại quả vừa đủ già tới, cùi dày, vỏ hơi sần chứ không láng bóng vì quả sấu da vẫn còn láng bóng là quả sấu non, khi làm sẽ bị ủng. Chọn từng quả một đủ tiêu chuẩn chất lượng và không bầm dập. Sau khi chọn được những quả tốt nhất, người ta lấy dao bổ quả sấu tách cùi và hạt ra rồi cho vào ngâm với nước vôi trong hoặc nước pha phèn chua. Thời gian ngâm cũng phải hết sức chú ý, nếu ngâm không đủ thời gian thì quả sấu bị thâm và khi ngâm dễ bị ủng hoặc bị chát. Còn nếu ngâm quá lâu thì cùi sấu lại bị mềm. Ngâm vừa đủ tới thì cùi sấu trắng, dòn khi đem ngâm xong vẫn giữ được hương vị thơm và chua. Vớt ra rửa qua nước sạch, để khô ráo rồi đổ vào lọ. Cứ mỗi một lớp sấu lại rắc lên một lớp muối mỏng nhưng đủ che lấp các chỗ khuyết. Đổ đầy bình thì đậy kín nắp và đem cất. Sau khoảng nửa tháng là có thể đem ra dùng. Một cốc nước sấu có đủ vị ngọt của đường, vị mặn của muối, vị chua và thơm của sấu.

#### Ngâm đường
Chọn quả loại có chất lượng như ngâm muối, sau đó cạo vỏ, gọt dây (cắt khoanh, cắt chữ thập hoặc đập dập sơ tùy ý) rồi ngâm vào nước vôi trong (hoặc nước pha chút phèn chua) mục đích làm cho sấu giòn. Có thể bỏ qua công đoạn ngâm nước vôi hay nước phèn này mà chỉ thực hiện ngâm nước muối loãng. Vớt sấu rửa sạch lại bằng nước đun sôi để nguội hoặc chần qua nước sôi sau đó vớt ra để ráo, cho vào lọ. Đun nước đường (theo tỷ lệ 1 lít nước với 0,8 kg đường), hoặc ngâm sấu trong đường qua đêm cho sấu chiết nước và đường tan ra thì vớt sấu ra, đun nước đường cho sôi lên. Đập vài nhánh gừng vào nồi và đun 1-2 phút rồi nhấc xuống để nguội, sau đó đổ vào bình đựng sấu. Loại đường pha vào nước này nên chọn đường đỏ mới ngon, mới giữ được màu vàng khi ngâm sấu. Một vài nhánh gừng già được rửa sạch, đập giập rồi thả vào nồi nước đường để tạo vị thơm và cay của gừng.
Khác với sấu muối là vị ngọt thanh của sấu ngâm đường. Vị của nó thơm, ngọt và đặc biệt là có thêm mùi vị của những nhánh gừng xen lẫn. Một hũ sấu ngâm đường cũng tốn kém công sức và nhiều công đoạn hơn sấu muối.

#### Ngâm mắm

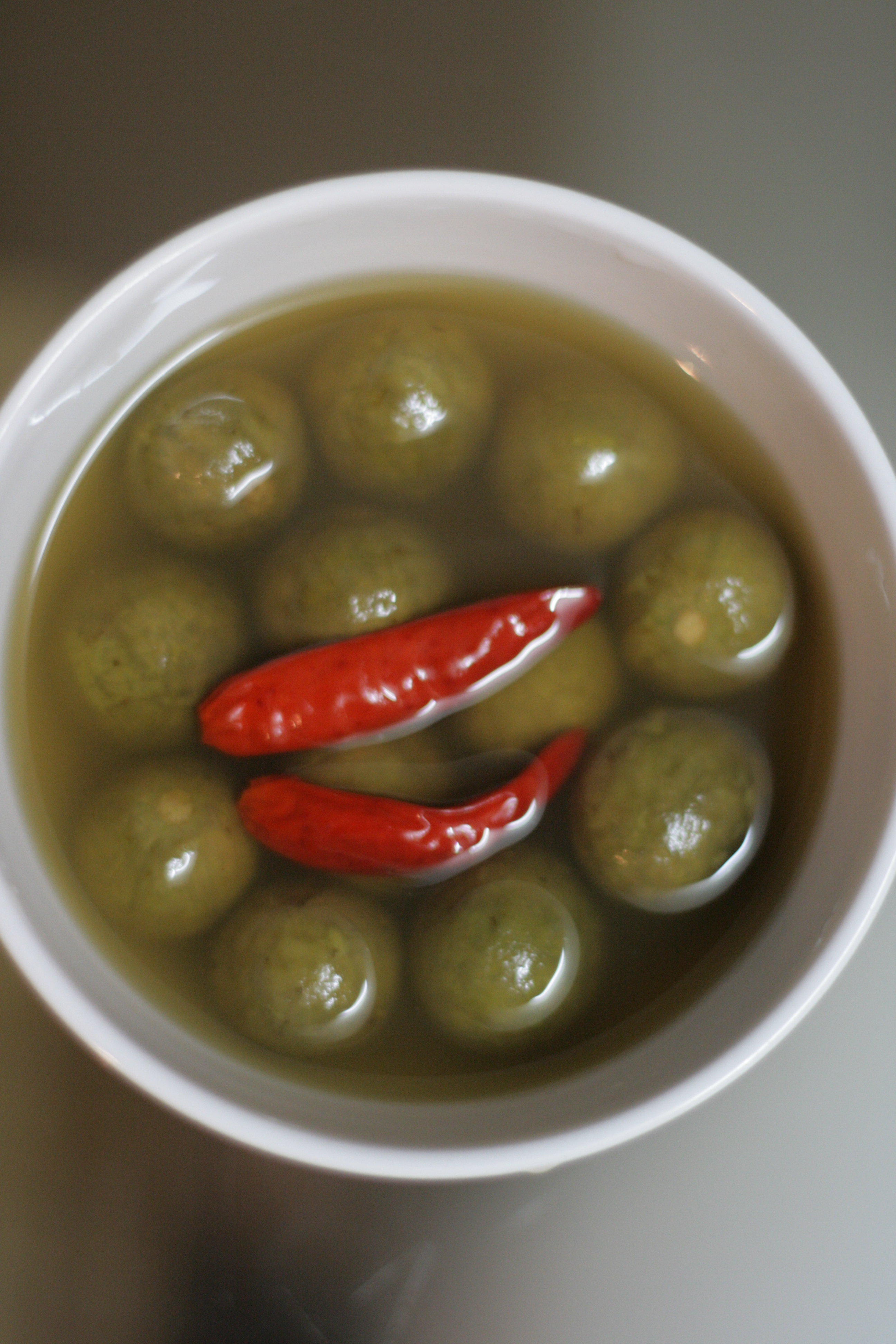
Một bát sấu quả ngâm mắm ở Việt Nam

Sấu có thể làm món ngâm nước mắm rất ngon và để được lâu. Sấu cạo sạch vỏ, ngâm sơ trong nước muối khoảng 10 phút cho không bị thâm và bớt chua. Vớt sấu ra chần qua nước sôi rồi để ráo. Nước mắm đun sôi lên rồi bắc nồi xuống để nguội. Xếp sấu vào lọ và thêm tỏi, ớt cắt lát, đổ nước mắm ngập sấu (có thể dùng dụng cụ gài cho sấu ngập dưới mực nước mắm). Để khoảng 1 tuần trở lên là ăn được

### Ô mai sấu
Tại Hà Nội, Việt Nam rất thịnh hành các loại ô mai làm từ quả sấu, như ô mai sấu giòn, ô mai sấu xào gừng, sấu dầm v.v.

### Bảo quản sấu lâu dài
Do sấu quả chỉ có một mùa vụ ngắn trong năm, người nội trợ thường mua sấu về (nên chọn loại quả bánh tẻ, không non quá và cũng không già quá) cạo sạch vỏ, ngâm sơ nước muối chừng 10 phút để sấu không bị thâm, vớt ra để thật ráo và đóng gói cất ngăn đá tủ lạnh, cấp đông để dùng dần quanh năm.

## Y học
Quả sấu được dùng chữa các chứng bệnh như nhiệt miệng khô khát, ngứa cổ, đau họng, ho, nôn do thai nghén, say rượu, nổi mẩn, sưng, lở ngứa. Liều dùng: 4-6 g cùi quả sấu, cách chế biến: sắc nước hay hãm với nước sôi hoặc dầm với muối hay đường rồi dùng.
Chữa nôn do thai nghén: Quả sấu xanh nấu với cá diếc hoặc thịt vịt rồi ăn.
Chữa ho: Cùi quả sấu 4-6 g, ngâm với ít muối, hoặc sắc nước, rồi thêm đường uống. Ngày 2-3 lần như vậy. Hoa sấu hấp với mật ong là thuốc chữa ho cho trẻ em.
Ở Vân Nam, Trung Quốc, người ta dùng quả giã nát để điều trị ngứa lở, ăn uống không tiêu; còn vỏ rễ được dùng trị sưng vú.